# Václav Bartůněk
Václav Bartůněk (26. června 1899 Praha – 30. března 1985 Praha), byl katolický kněz, který se zabýval církevními dějinami a architekturou, a kanovník u Všech svatých na Pražském hradě.

## Život
Středoškolské vzdělání získal na arcibiskupském gymnáziu v Praze, které zakončil v roce 1927 maturitou. Ke kněžství studoval na bohoslovecké fakultě Karlovy univerzity v Praze, kterou dokončil v roce 1923. V roce 1923 byl také vysvěcen na kněze. Poté působil v pastoraci. Ve studiích pokračoval dále na bohoslovecké fakultě Karlovy univerzity v Praze a 2. června 1933 byl zde promován doktorem teologie. Poté studoval na Státní archivní škole v letech 1934–1937. Byl kaplanem ve Vraném, Vrapicích, Kladně a Žebráku. V roce 1940–1941 přednášel na Arcidiecésním bohosloveckém učilišti pražském předmět pomocné vědy historické a ochrana památek. Od roku 1942 byl pracovníkem v arcibiskupském archivu.
Dne 30. ledna 1951 byl jmenován na římskokatolické Cyrilometodějské bohoslovecké fakultě (CMBF) v Praze profesorem církevních dějin, s účinností od 1. ledna 1951. Dne 14. května 1959 byl jmenován na CMBF vedoucím katedry historicko-právní, s účinností od 1. června 1959. Dne 13. srpna 1962 byl jmenován proděkanem pro roky 1962–1964. Dne 25. července 1964 byl jmenován na CMBF proděkanem pro roky 1964–1966. Jeho jmenování proděkanem se opakovalo ještě 1. září 1966 kdy byl jmenován proděkanem pro roky 1966–1968 a 21. listopadu 1968, kdy byl jmenován proděkanem pro roky 1968–1970. Jeho působení na CMBF bylo ukončeno po tzv. čestném roce 31. srpna 1970. Zemřel v Praze 30. března 1985.